# Rhynchostreon suborbiculatum
Rhynchostreon suborbiculatum (Lamarck, 1801) je vyhynulá ústřice svrchnokřídového moře. Druh byl popsán Lamarckem v roce 1801. Ústřice byla nalezena ve Francii poblíž Loiry, v Čechách u Červených Peček či na pobřeží Namibie.